# ترنگو
ترنگو (به ایتالیایی: Ternengo) یک کومونه در ایتالیا است که در استان بیه‌لا واقع شده‌است. ترنگو ۲٫۰ کیلومتر مربع مساحت و ۳۱۰ نفر جمعیت دارد و ۴۲۹ متر بالاتر از سطح دریا واقع شده‌است.